# لوفنتانیل
لوفنتانیل (انگلیسی: Lofentanil) یکی از قوی‌ترین ضددردهای اپیوئیدی شناخته شده است و مشابه فنتانیل است که در سال ۱۹۶۰ میلادی ساخته شد.
عوارض جانبی آنالوگ های لوفنتانیل مشابه عوارض خود فنتانیل است که شامل خارش، حالت تهوع و افسردگی شدید تنفسی می شود که می تواند تهدید کننده زندگی باشد. عوارض جانبی لوفنتانیل ممکن است با توجه به مدت طولانی اثر آن مشکل ساز باشد. یکی دیگر از عوارض جانبی که مشخصه فنتانیل و مشتقات آن است، تمایل آنها به القای سریع تحمل است، به دلیل میل پیوندی بالای آنها که باعث درونی سازی سریع گیرنده های مواد افیونی فعال مزمن می شود.